# 日吉 (熊本市)
日吉（ひよし）は熊本県熊本市南区の町名。日吉一丁目と日吉二丁目が設置されている。2011年5月1日現在の人口は1,971人。郵便番号861-4109。

## 地理
熊本市南部に位置する。北と東で近見、南で南高江、西で刈草、北西で近見町と接する。
汎称地名としての日吉は、一般的には現在の熊本市立日吉小学校（近見1丁目）及び熊本市立日吉東小学校（近見5丁目）の校区（近見・日吉・江越・馬渡(まわたり)・熊本流通団地）の旧日吉村 だった所全体を指す。

## 歴史
旧飽託郡日吉村高江。

## 交通

### 鉄道
当地内には鉄道は通っていない。

### 道路
- 国道3号
- 熊本県道51号熊本港線

## 施設
- コジマ×ビックカメラ熊本店
- 日豊食品工業近見事業所
- 熊本市営栗の内団地
- 熊本市営横林団地
- 松之本神社